# Hope, Kansas

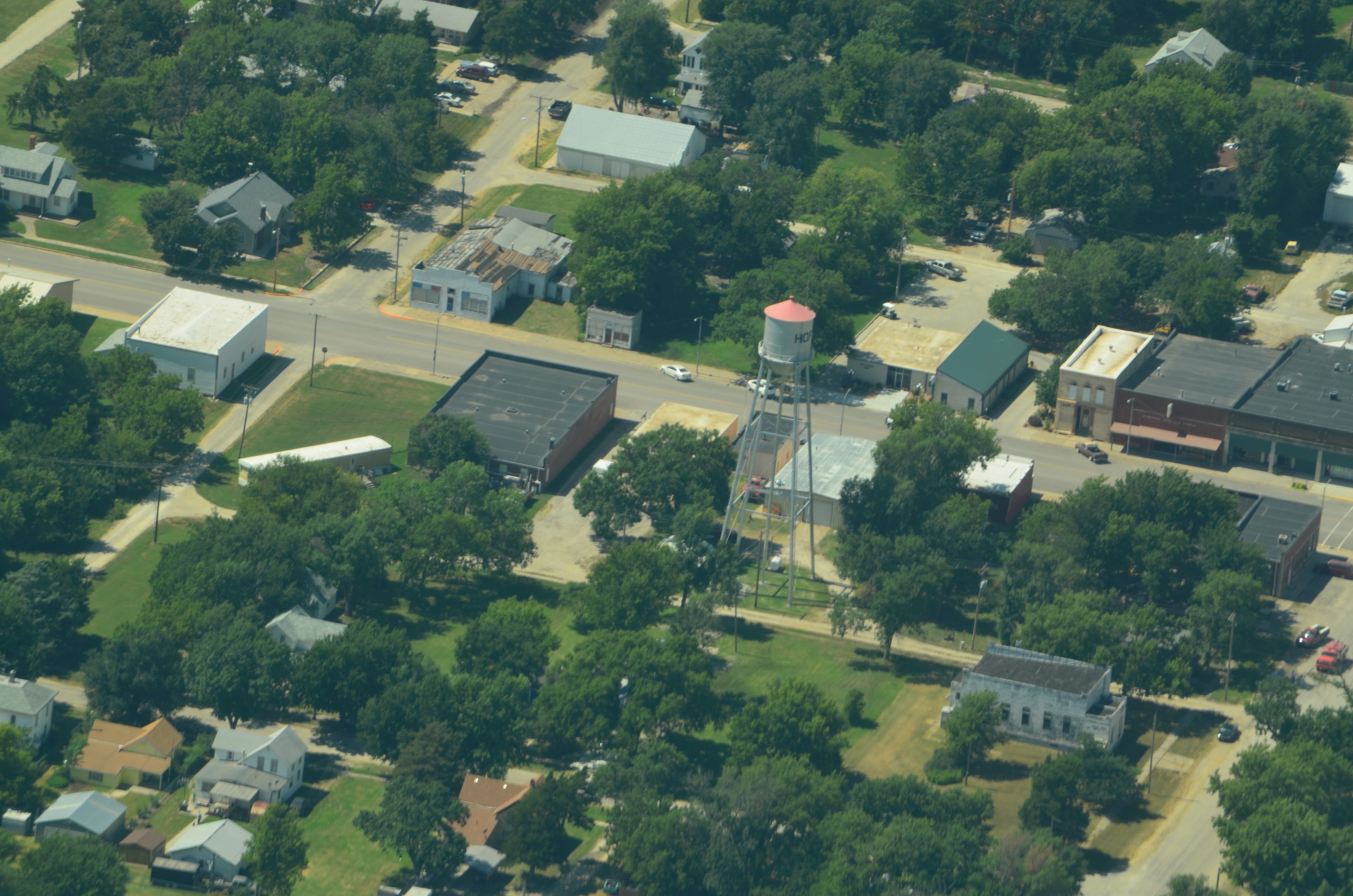
Flygfoto över Hope.

Hope är en mindre ort i Dickinson County, Kansas, USA. Orten hade 368 invånare enligt folkräkningen 2010.
Ortens motto är "There Will Always Be Hope In Kansas".

## Transport
Hope ligger längs K-4, den längsta motorvägen i delstaten. 